# Erpel
Erpel är en kommun och ort i Landkreis Neuwied i förbundslandet Rheinland-Pfalz i Tyskland.
Kommunen ingår i kommunalförbundet Verbandsgemeinde Unkel tillsammans med ytterligare tre kommuner.